# Nosník na pružném podkladu
Mezi staticky neurčité úlohy mechaniky patří také nosník na pružném podkladu (podloží). Je to obecně křivý nebo přímý nosník, který je spojitě podepřen nebo obklopen podložím buď po celé délce nebo části své délky. Vlivem zatížení se nosník deformuje a vtlačuje do podloží. Dochází tedy k průhybu nosníku a zároveň také ke stlačování podloží. Úlohy řešení nosníků na pružném podkladu se vyskytují při řešení základů různých staveb a konstrukcí, při vyztužování v dolech, tunelech a výkopových pracích, při řešení podzemních potrubních systémů, při navrhování kolejnic v železniční dopravě, v lodním stavitelství, při sportu (např. lyže na sněhu), při výpočtu namáhání mostních plovoucích pontonových konstrukcí pro ženijní vojsko, interakci kostí se šrouby v chirurgii, výpočtu namáhání kořenového systému rostlin atp. Obvykle se nosníky na pružném podkladu dělí na krátké, dlouhé a velmi dlouhé (nekonečné či polonekonečné délky).

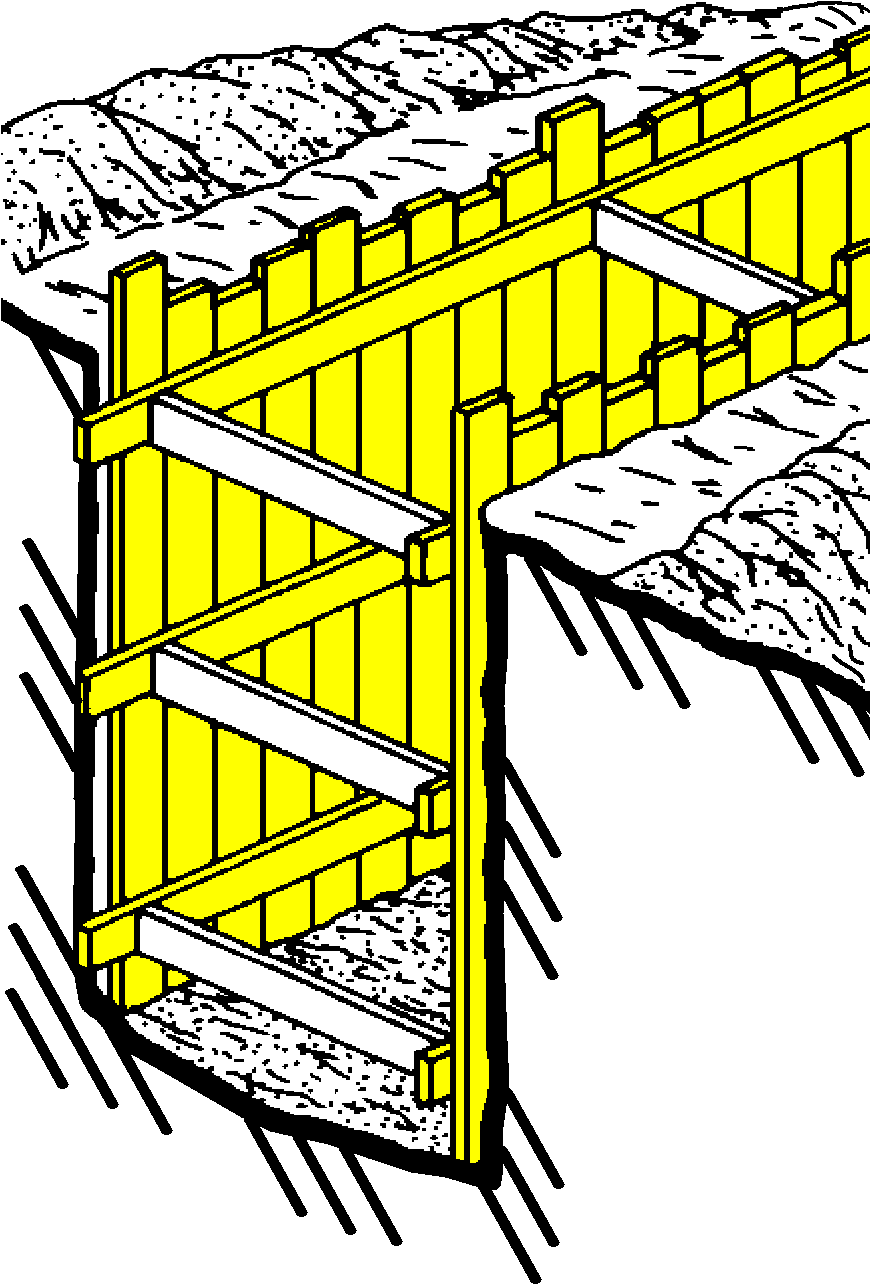
Vyztužení stěn při výkopových pracích. Převzato z [2] a
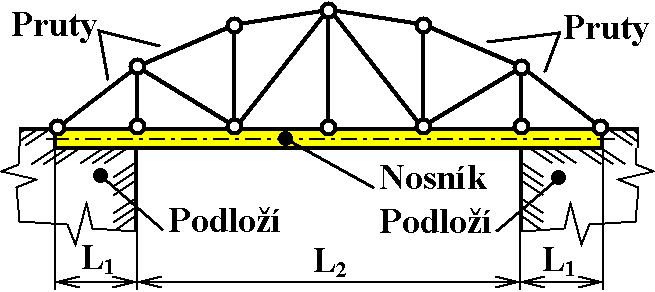
Most - nosník částečně uložený na podkladu. Převzato z [2] a
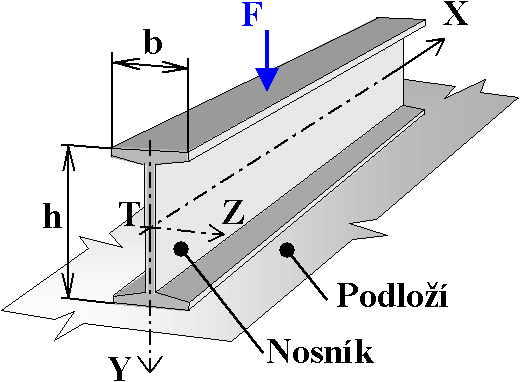
Nosník uložený po celé délce na podkladu. Převzato z [2] a
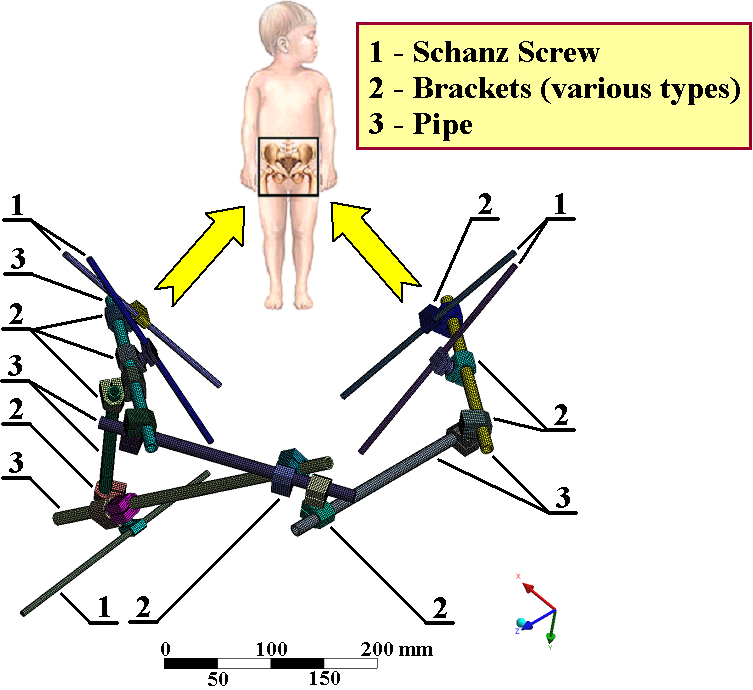
Zevní fixátor pro léčbu komplikovaných zlomenin pánve a acetabula (1 - Schanzovy šrouby se zavrtávají do kosti jako do pružného podkladu, 2 - spojky tyčí, 3 - tyče)
Automobil přejíždějící most - průběh ohybového momentu v nosníku nekonečné délky, který je částečně uložen na pružném podkladu
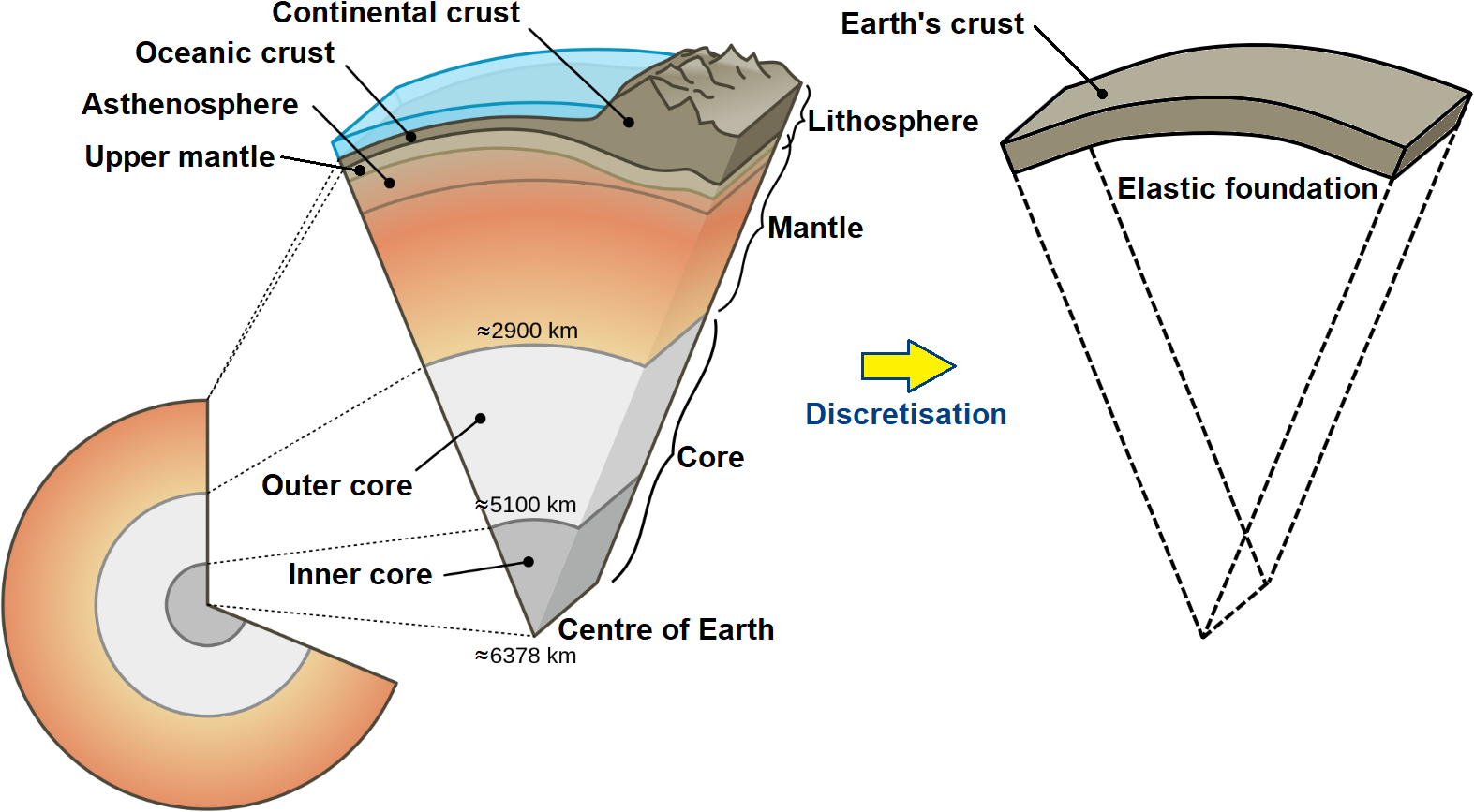
Pružný podklad jako jednodušší model interakce mezi pláštěm Země a zemskou kůrou.

## Pružný podklad
Běžné případy z praxe lze značně zjednodušit zavedením vhodného modelu podkladu a pak je možné v některých případech získat analytické řešení. Odezva v podloží se pak nemusí vůbec řešit.
Jestliže je spojitá reakce v podloží qR /Nm−1/ přímo úměrná průhybu v /m/ nosníku nebo přímo úměrná derivacím průhybu a podloží se trvale nedeformuje, pak je nosník uložen na pružném podkladu. V opačném případě je podklad plně nebo částečně poddajný (nepružný).

## Modely pružného podkladu
Důvěryhodné modely pružného podkladu je nutné stanovovat na základě experimentu ve spojení s vtlačováním konstrukce do podloží (vyhodnocování zatížení v závislosti na průhybu). Existuje několik modelů pružného podkladu zaměřujících se především na ohybové zatěžování nosníku či desek.   

### Lineární modely
- Winklerův pružný podklad (jednoparametrický model)

Pružný podklad tzv. Winklerův (poprvé publikovaný v Praze v r. 1867), je nejstarším, nejběžnějším a nejjednodušším modelem podloží. Případné možné plastické deformace podloží se neuvažují. Winklerův model předpokládá, že spojitá reakce podloží qR je přímo úměrná průhybu v v daném místě. Platí tedy qR=k*v), kde k /Nm−2/) je konstanta úměrnosti (koeficient podloží, koeficient ložnosti). Konstantu k lze spolehlivě stanovit jen z měření, případně lze použít vztah k=K*B, kde B /m/ je příčná šířka stykové plochy nosníku s podložím a K /Nm−3/ je modul stlačitelnosti podloží. Modul stlačitelnosti podloží je obecně proměnlivý a náhodný parametr závislý na typu podloží a jeho kvalitě či stupni degradace, ročním období, vlhkosti a teplotě. Nicméně, orientačně platí následující tabulka charakteristických hodnot:
| Druh podloží           | Druh podloží           | K /Nm−3/         |
| ---------------------- | ---------------------- | ---------------- |
| Suchý nebo vlhký písek | Kyprý (nezhutněný)     | 8e6 až 2.5e7     |
| Suchý nebo vlhký písek | Středně zhutněný       | 2.5e7 až 1.25e8  |
| Suchý nebo vlhký písek | Těžký (silně zhutněný) | 1.25e8 až 3.75e8 |
| Mokrý (nasycený) písek | Kyprý (nezhutněný)     | 1e7 až 1.5e7     |
| Mokrý (nasycený) písek | Středně zhutněný       | 3.5e7 až 4e7     |
| Mokrý (nasycený) písek | Těžký (silně zhutněný) | 1.3e8 až 1.5e8   |
| Jíl                    | Tuhý                   | 1e7 až 2.5e7     |
| Jíl                    | Velmi tuhý             | 2.5e7 až 5e7     |
| Jíl                    | Tvrdý                  | více než 5e7     |
| Půda střední hustoty   | Půda střední hustoty   | 4.9e6 až 4.9e7   |
| Hustá půda             | Hustá půda             | 4.9e7 až 9.8e7   |
| Kamenné zdivo          | Kamenné zdivo          | 3.9e9 až 5.9e9   |
| Beton                  | Beton                  | 7.8e9 až 1.47e10 |

- Víceparametrické modely

Víceparametrické modely pružného podkladu vyjadřují spojitou reakci podloží qR jako přímo úměrnou průhybu v a také přímo úměrnou derivacím průhybu (tj. např. dv/dx a vyšší derivace). Nicméně, experimentální stanovení podoby těchto modelů je náročnější. Zde stojí za zmínku uvést například modely autorů Pasternak, Hetényi, Filonenko-Borodich, Kerr, Reissner a Vlasov-Leontiev.

### Nelineární modely
Podobně jako lineární modely mohou být jednoparametrické či víceparametrické. Obvykle bývají stanoveny nelineární regresí výsledku experimentů (proložení závislostí zatížení na průhybu vhodnou aproximační funkcí), tj. qR=f(v, dv/dx, zatížení, ...).
Dalším příkladem nelineárního modelu je unilaterální (jednosměrný) Winklerův model, který umožňuje i odlepení od podloží.

## Diferenciální rovnice nosníků na pružném podkladu
Vnitřní statické účinky, průhyby a napětí v nosníku na pružném podkladu lze řešit pomocí diferenciálních rovnic. 

### Odvození (statická úloha)
Odvození je provedeno za následujících předpokladů
- Nosník vyhovuje podmínce rovinného ohybu.
- Deformace jsou malé a materiál nosníku je homogenní a izotropní a také vyhovuje Hookeovu zákonu.
- Vychází se z rovnováhy sil a momentů působících na element nosníku infinitezimální délky dx /m/, viz následující obrázek.

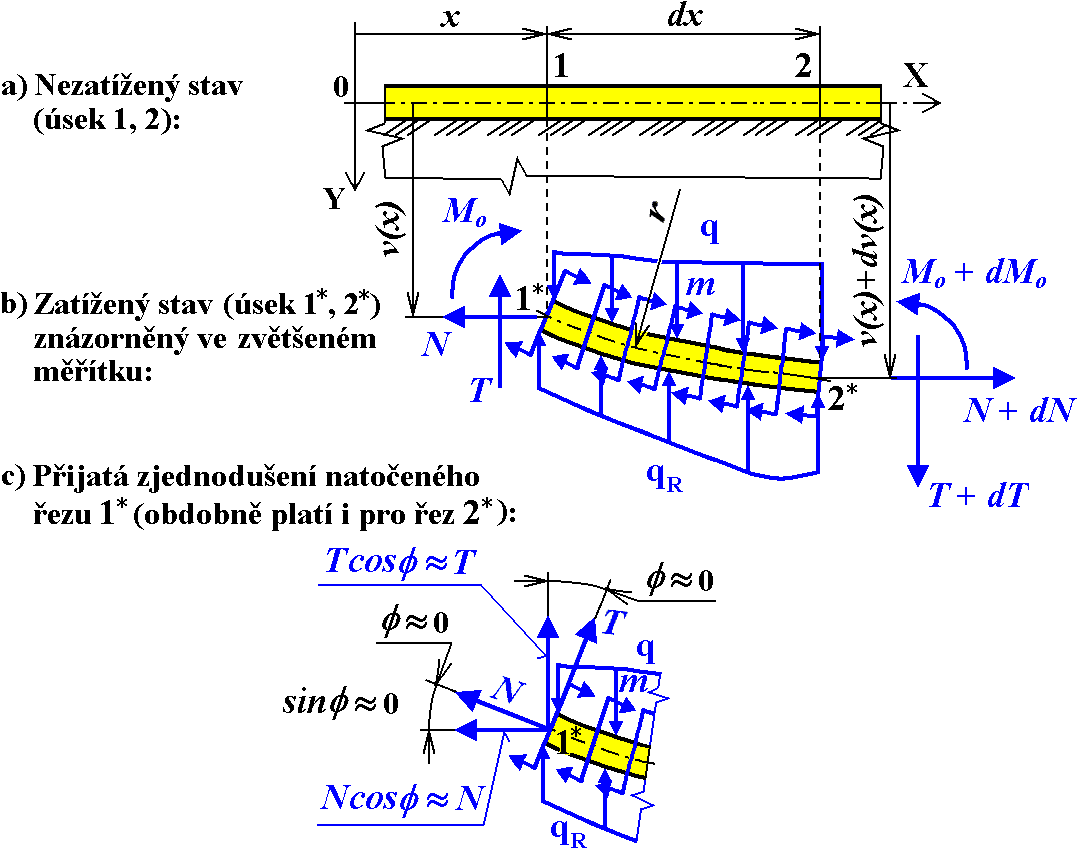
Schéma nezatíženého (a) a zatíženého stavu (b) úseku nosníku délky dx, který je uložen na pružném podkladu. Obrázek znázorňuje také některá přijatá zjednodušení (c). Převzato z [2] a [5].

Vlivem zátěžných účinků se rovný úsek nosníku dx zatlačuje do podloží a také ohýbá. Tato skutečnost se projeví změnou poloměru křivosti r /m/, indukováním vnitřních statických účinků (tj. normálové síly N /N/, posouvající síly T /N/ a ohybového momentu  Mo /Nm/) a samozřejmě také spojitou reakcí v podloží qR. Z podmínek rovnováhy sil ve svislém směru a rovnováhy momentů k bodu 2*, pak vyplývají Schwedlerovy věty (nazývané také jako Schwedler-Žuravského věty), které je nutno dosadit do diferenciální rovnice ohybu. Podle , a  a následujícího obrázku pak lze odvodit diferenciální rovnici ohybu nosníku na pružném podkladu, kde h /m/ je výška nosníku, q /Nm−1/ je spojité zatížení, t2-t1 /K/ je rozdíl teploty mezi dolní a horní částí nosníku,  αt /K−1/ je součinitel teplotní délkové roztažnosti, E /Pa/ je modul pružnosti v tahu, G /Pa/ je modul pružnosti ve smyku, β /1/  je součinitel rozložení smykového napětí po průřezu nosníku, JZT /m4/ je hlavní kvadratický moment průřezu nosníku počítaný k ose Z (tj. k ose kolmé na rovinu XY) a S /m2/  je plocha příčného průřezu nosníku. Blíže a .

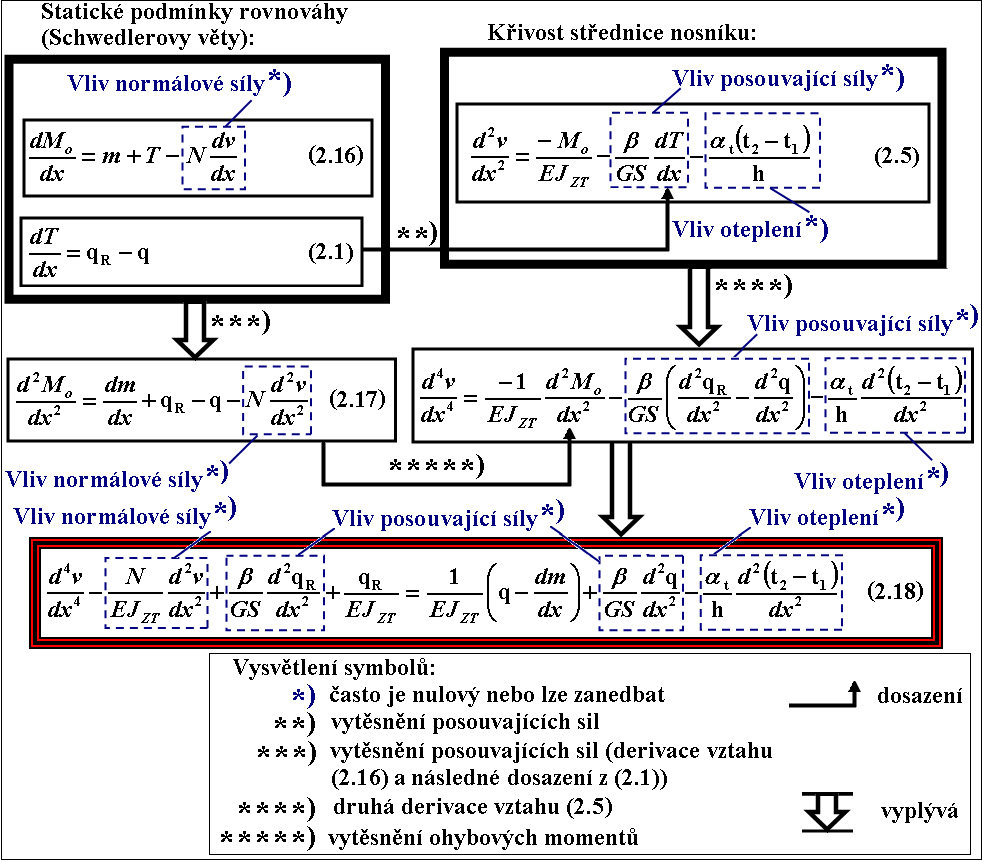
Schéma odvození obecného případu diferenciální rovnice nosníku, který je uložený na obecném typu podkladu.[2][5].

### Diferenciální rovnice nosníků na Winklerově pružném podkladu
Nejjednodušším tvarem rovnice ohybu nosníku na pružném podkladu je diferenciální rovnice pro Winklerův pružný podklad..